# Robert Klark Graham
Robert Klark Graham (Harbor Springs, Míchigan, 9 de junio de 1906 - Seattle, Washington, 13 de febrero de 1997) fue un genetista y optometrista estadounidense. Amasó una gran fortuna al inventar una variedad de lentes de plástico irrompible para gafas. En 1980 fundó el “Depósito para Opción Germinal” [Repository For Germinal Choice (RFGC)], un “banco de esperma para genios”, con la esperanza de implantar un programa eugenésico.
Inicialmente, Graham pretendía obtener esperma solo de ganadores del Premio Nobel, pero la escasez de donantes y la baja calidad de su esperma, debido a la edad, le obligaron a establecer unos criterios más flexibles.
Estas condiciones acabaron siendo numerosas y precisas. Por ejemplo, la pareja que recibía el esperma estaba obligada a casarse y los donantes tenían que tener un CI extremadamente elevado, aunque posteriormente el banco ablandó su política aceptando como donantes tanto a campeones olímpicos como a académicos.
En 1983, el banco de esperma de Graham tenía el honor de disponer 19 genios como donantes, entre los que se encontraban William Bradford Shockley (Premio Nobel de Física en 1956, partidario de la eugenesia) y dos científicos anónimos ganadores del Premio Nobel.
En 1991, Graham recibió el Premio Ig Nobel de Biología.
El banco fue cerrado en 1999, dos años después de la muerte de su fundador. Desde su apertura, 218 niños nacieron gracias él.
El propósito principal de Graham era mejorar la raza humana, así como nutrirla de nuevos genios. Esta forma de eugenesia "positiva", que tenía como propósito incrementar el número de individuos "adecuados", despertó una gran controversia. Sin embargo, incluso sus críticos reconocen que gracias a él se abrieron nuevas y grandes perspectivas para lo que ahora es el millonario negocio de la inseminación artificial.